# Klas Kristersson (Horn)
Klas Kristersson (Horn af Åminne), född omkring 1517 på Åminne herrgård i Åminne i Finland, död 9 september 1566 i pesten på Åby prästgård nära Norrköping, var en svensk amiral.

## Biografi
Klas Horn var son till Krister Klasson (Horn) och Ingeborg Siggesdotter Sparre, gift 3 januari 1551 med Kerstin Krumme (1532–1611), var en svensk amiral av finländsk härkomst. Han deltog i nordiska sjuårskriget mellan Danmark och Sverige 1563–1570, där han vann en avgörande seger över den danska flottan i sjöslaget vid Bornholm den 7 juli 1565 och även den 26 juli 1566 i tredje slaget vid Ölands norra udde.

### Tidig karriär i österled
Sin tidiga skolning fick han som page hos hertig Filip I i Pommern och sedan som hovjunkare hos svenske kung Gustav Vasa. 1550 blev han häradshövding för södra Finland och Raseborgs län. Under Stora ryska kriget utnämndes han 1555 av kung Gustav Vasa till befälhavarna i armén och följde på hösten samma år med Jakob Bagge på dennes tåg mot Nöteborg. 1556 blev han en av ståthållarna på Viborgs slott och året efter kommendant i Viborgs län. På denna post fick han tillfälle att skaffa sig kännedom om de estländska förhållandena och blev 1560 svenskt sändebud i det landet. 
År 1561 sändes han av kung Erik XIV till Reval (numera Tallinn), där han övertalade stadens invånare och adeln i landskapen Harrien och Wierland att i juni inordna sig under Sverige. Samma år omtalades han som kung Eriks "rådsförvandt" och erhöll vid konungens kröning samma år friherrlig värdighet. Efter att ha grundlagt det svenska väldet söder om Finska viken fortsatte han under den närmaste tiden att framgångsrikt verka för dess utvidgning. 1561 biträdde han som rådgivare den nyutnämnde ståthållaren i Reval Lars Fleming. I Estland skildes 1562 militär och civil förvaltning och Klas Kristersson övertog den militära ledningen. Samma år erövrade han Padis och Wittenstein.
Han hade särskilt en positiv inverkan på de utsatta livegna bönderna i Estland. Genom honom nådde allmogens klagomål fram till kungen. I ett brev till Erik XIV skrev han:
| ” | Adeln och frälset här i landet hava här till dags fast otillbörligen och rätt okristligen handlat emot sina bönder, så att ingen dag går förbi, med mindre än att man måste höra de stackars böndernas rop och klagomål över huru de av sina herrar bliva skinnade, så länge de hava en beta bröd eller annat till att taga. Huru gamla och ålderstigna de än äro, varda de ock plågade och hudflängda, när de icke alla dagar kunna gå ifrån sin egen åker och äng till arbetet på herrarnes gårdar. | „ |

Tack vare Horns vädjanden till kungen förbättrades situationen för allmogen i Estland. Exempelvis förbjöds adeln att "kvasta och stupa" bönderna, det vill säga att straffa dem med spöslitning eller halshuggning. I stället utsågs oberoende domare att skipa rättvisa.

### Nordiska sjuårskriget
Senare under 1562 återvände han till Sverige och började den sista och mest framgångsrika perioden i hans liv. Under det nordiska sjuårskriget (1563–70) hade han ständigt uppdrag både i armén och flottan. Efter att 1563 ha deltagit i det mindre framgångsrika fälttåget mot Halmstad gjorde han i februari 1564, tillsammans med Gustaf Olofsson (Stenbock), ett misslyckat försök att inta Bohus fästning. Visserligen blev han strängt förebrådd av kungen, men trots detta skickades han först till Småland för att ta befälet över styrkorna där, och sedan, den 8 augusti 1564, utnämndes han till amiral. 
Efter ett framgångsrikt sjöslag mot danskarna och lybeckarna vid Ölands norra udde kallades han åter till armén och brände, efter erövring av Ronneby, (tillsammans med Mornay Sölvesborg och Elleholm. Knappt hemkommen från detta blev han åter för en kort tid i september amiral för att redan i januari 1565 vara tillbaka på land och med en "strövkår" (liknande jägarförband eller gerillaförband) bränna de då danska städerna Laholm, Ängelholm och Båstad med kringliggande landsbygd. 
Redan den 15 maj avseglade han från Dalarö som amiral och tillintetgjorde en fientlig flottilj vid Pommerns kust och injagade förskräckelse i Köpenhamn genom att dyka upp i Öresund. Den 4 juni drabbade han samman med den förenade dansk-lybska flottan utanför Bukow. Utan definitivt avgörande återvände fienden till Öresund, varefter Klas Kristersson för en tid behärskade Östersjön, uppbringade en mängd fartyg och härjade Mön. När fienden åter lämnat hamnarna stod den 7 juli ett blodigt sjöslag mellan Rügen och Bornholm. Förlusterna var stora på båda sidor, men danskarnas var större och de miste bland annat sina båda amiralsskepp. En bevakningssegling med flottan på hösten mötte ingen fiende.
Den 23 maj 1566 avseglade flottan från Älvsnabben med ett stort antal skepp, och, liksom tidigare, uppbringade han en mängd fartyg, tog tull av andra – denna gång utan motstånd i Öresund. Efter att ha fört hem de många kapade handelsfartygen till Dalarö, seglade han åter ut den 15 juli och sammanträffade den 26 juli med huvudfienden igen: de danska och lybska flottorna. Man utbytte kanonader men skildes utan avgörande. Fiendeskeppen begav sig till Gotland, där de förstördes av en storm, och svenskarna återvände till Elfsnabben.

### Sista resan

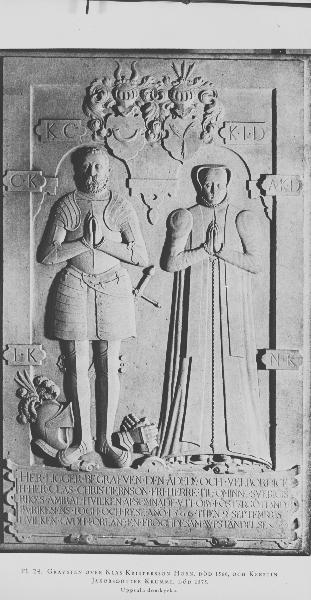
Uppsala domkyrka

Nu fick Klas Kristersson i uppdrag av kung Erik XIV att överraska Halmstad, något som han denna gång var tvekande till. På vägen dit, i Åby prostgård i Östergötland, avled han i pesten den 9 september 1566. Ett flertal fartyg är döpta efter honom.
Han ligger begraven i Uppsala domkyrka.

### Familj
Klas Kristersson gifte sig 3 januari 1551 på Åkerö slott, Bettna socken med Kerstin Krumme (1532–1611). Hon var dotter till Jakob Nilsson Krumme och Anna Clemensdotter Hogenskild. De fick tillsammans barnen Anna Horn (död 1617) som var gift med riksrådet Mauritz Sture, lagmannen Krister Horn (1554–1612), ståthållaren Jakob Horn (född 1556) på Stockholms slott och Nils Claesson.

## Fartyg namngivna efter Klas Horn
Flera fartyg har namngivits efter Klas Horn:
- Fartyget Klas Horn som tjänstgjorde i den finländska flottan.
- Torpedkryssaren HMS Claes Horn som tjänstgjorde i svenska flottan.
- Jagaren HMS Klas Horn (3) som förolyckades vid Horsfjärdskatastrofen.